# Jakten (film 1965)
Jakten è un film del 1965 diretto da Yngve Gamlin.